# Mændenes internationale kampdag
 Der er for få eller ingen kildehenvisninger i denne artikel, hvilket er et problem. Du kan hjælpe ved at angive troværdige kilder til de påstande, som fremføres i artiklen.

Mændenes internationale kampdag er en årlig international begivenhed, der siden 1999 har været fejret den 19. november.
Dagen er en lejlighed til at fokusere på mænds sundhed, rette opmærksomhed på drenges og mænds bidrag til samfundet og familielivet samt fremhæve positive mandlige forbilleder. Arrangementets bredere og endelige mål er at fremme grundlæggende humanitære værdier.
I 2009 blev følgende hovedformål med mændenes internationale kampdag fastlagt:
- At fremme positive mandlige forbilleder, ikke kun filmstjerner og sportsfolk, men også almindelige mænd, der lever anstændige liv.
- At fejre mænds positive bidrag til samfund, fællesskaber, familie, ægteskab, børnepasning og miljø.
- At sætte fokus på mænds sundhed og trivsel, socialt, følelsesmæssigt, fysisk og åndeligt.
- At belyse diskrimination af mænd i social omsorg, sociale holdninger og forventninger samt i love og rettigheder.
- At forbedre forholdet mellem kønnene og fremme ligestilling mellem kønnene.
- At skabe en sikrere, bedre verden, hvor mennesker kan være trygge og vokse for at nå deres fulde potentiale.

Mændenes internationale kampdag skal ikke nødvendigvis ses som et modstykke til kvindernes internationale kampdag.